# Kekri Tholus
Il Kekri Tholus è una struttura geologica della superficie di Cerere.